# 宝珠寺 (新宮市)
宝珠寺（ほうしゅじ）は、和歌山県新宮市木ノ川にある、曹洞宗の寺院。伊豆最勝院の末寺である。山号を白龍山と称する。創建は南北朝時代であるという説があるが、詳細は不明である。過去の大地震で発生した大津波で流された寺院を曹洞宗の伊豆最勝院第16世説翁禪宗大和尚が高台に再建し、それ以後、説翁禪宗大和尚が開山とされている。本尊は全国的に稀な右足の親指を立てている座像の地蔵菩薩であり、霊験あらたかな地蔵菩薩として、地域の信仰を集めている。

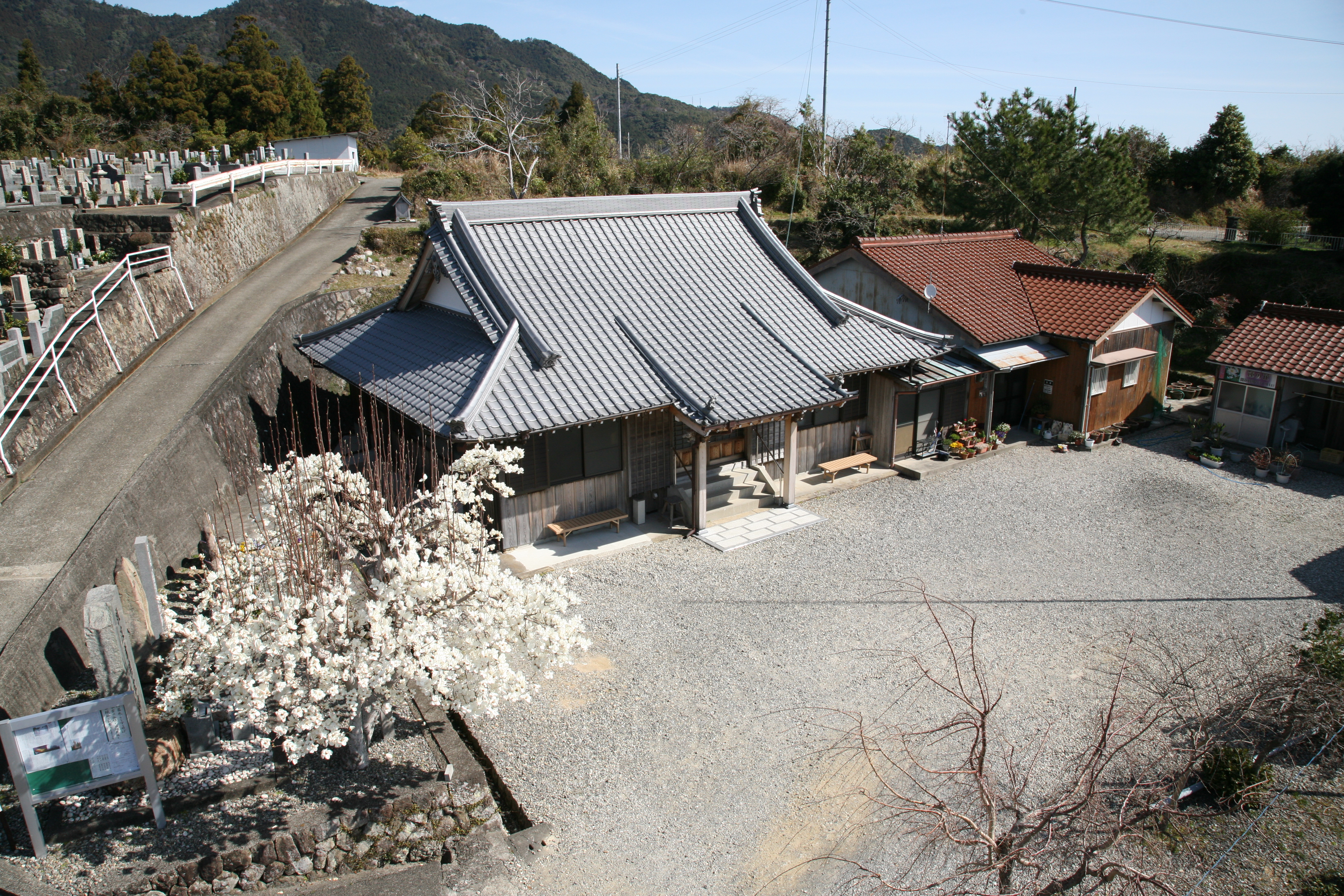
白龍山宝珠寺本堂（空写）

## 歴史

### 創建
宝珠寺と當寺の南にある南珠寺との共同所有である手書きの「大般若経」によると、「宝泉寺」という寺院名を知ることができる。この寺院が宝珠寺の前身の寺院だと考えられるが、詳細は不明である。
この大般若経には「康應元年（1389年）」から「文明13年（1481年）」の間に作成されたとの記述が残っている。

### 再建・曹洞宗時代
大地震により破壊された伽藍を復興再建したのは、伊豆最勝院の僧侶であった。紀南地方の多くの曹洞宗の寺院が最勝院の末寺であるが、災害後の復興再建に尽力した僧侶との関係があったと思われる。

### 本尊指立延命地蔵菩薩
本尊の座像・指立延命地蔵菩薩は、右足の親指を立てており、坐っていながらも、常に人々を救済しようという思いを、親指で表しているという、全国的に稀な姿をしている。

### 白龍神信仰
新宮市木ノ川区には、古より龍神信仰がある。その信仰が近年第23世福田純明大和尚の霊感により、宝珠寺で祀ることを欲する御告げを授かり、境内に 白龍神を祀っている。
お告げの内容は下記のとおりである。
　われは白龍神なり、古より湧水の池に住む者なり
　われ今池潰され住む所なし。
　汝がわれを祭らば佛法と當寺とを護持したまわん。　

### 白蓮

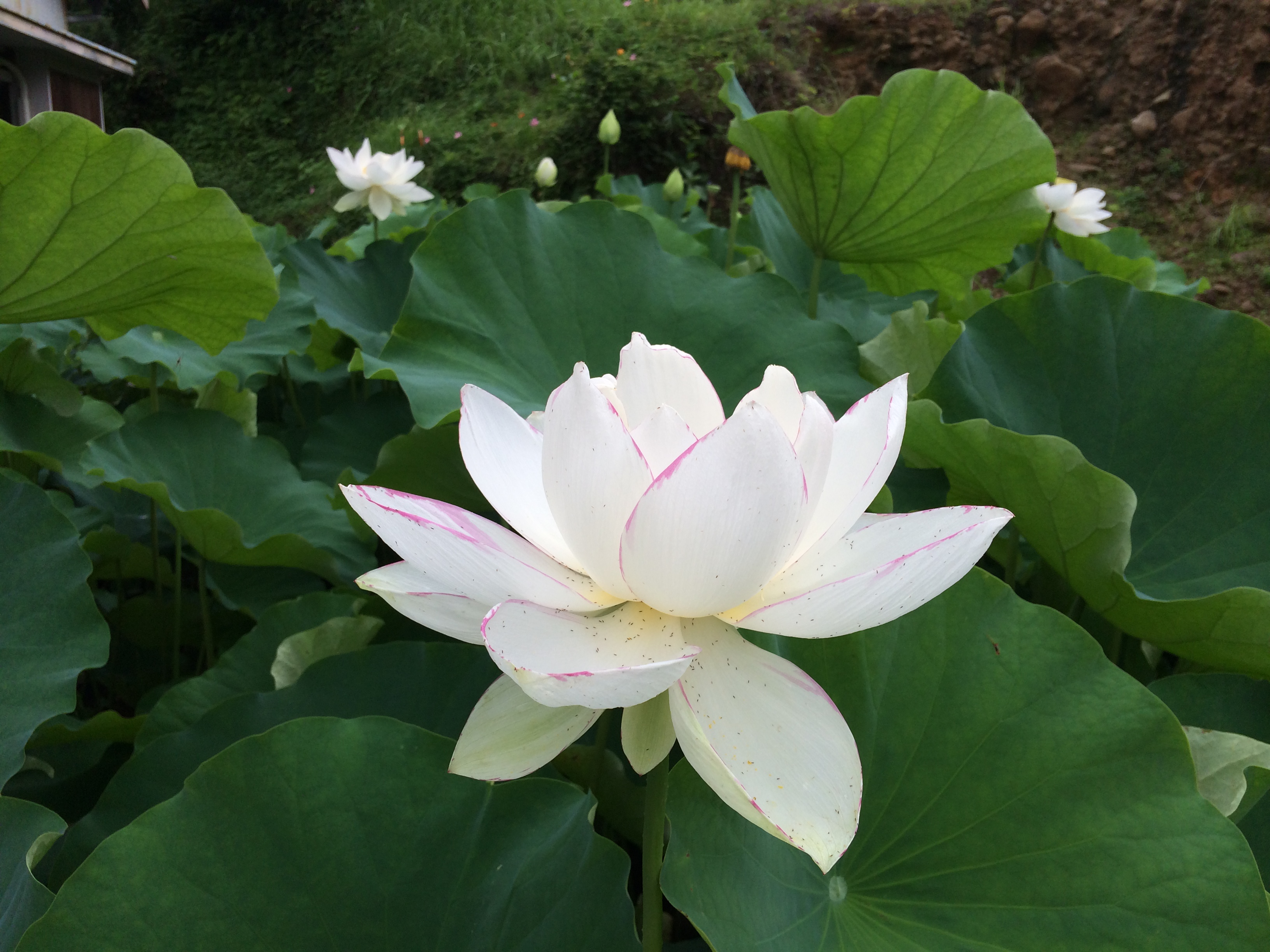
宝珠寺白蓮・直径約30cm

約 300 年前の過去帳に蓮池の存在の記述があり、古より生き続けている蓮であると言われている。
開花すると約30cmの大きさになり、品のある 白色の蓮を見ることができる。

### その他
西行は當寺から見える宇久井区の目覚山の詩を残している。
「目覚山下す有らしのはげしくて　高根の松は寝入らざりけり」

## 伽藍
- 法堂（本堂）
- 白龍堂

## 交通
- JR紀勢線紀伊佐野駅から徒歩20分・タクシーで5分